# Bertula delosticha
Bertula delosticha är en fjärilsart som beskrevs av Swinhoe 1906. Bertula delosticha ingår i släktet Bertula och familjen nattflyn. Inga underarter finns listade i Catalogue of Life.